# اوسوالدو اکتور کروس
اوسوالدو اکتور کروس (اسپانیایی: Osvaldo Héctor Cruz‎؛ زادهٔ ۲۹ مهٔ ۱۹۳۱) بازیکن فوتبال اهل آرژانتین بود.
از باشگاه‌هایی که در آن بازی کرده‌است می‌توان به باشگاه فوتبال ایندپندینته و باشگاه فوتبال پالمیراس اشاره کرد.
وی همچنین در تیم ملی فوتبال آرژانتین بازی کرده‌است.